# Карасув (Кашкадар'їнська область)
Карасув (узб. Qorasuv, Қорасув) — міське селище в Узбекистані, в Шахрисабзькому районі Кашкадар'їнської області.
Статус міського селища з 2009 року.